# Saint-Geniès-de-Fontedit
Saint-Geniès-de-Fontedit là một xã thuộc tỉnh Hérault trong vùng Occitanie phía nam nước Pháp.